# هفت تیر آپاچی
هفت تیر آپاچی یک تفنگ دستی است که چندین سلاح دیگر را در خود جای داده‌است که توسط چهره‌های دنیای زیرزمینی فرانسوی در اوایل دهه ۱۹۰۰ معروف به لس آپاچی بدنام شده‌است.

## تاریخچه
این طرح مربوط به دهه ۱۸۶۰ است و به لویی دولن نسبت داده می‌شود. این اسلحه تا پایان دهه ۱۸۷۰ تولید می‌شد.

## شرح

نقاشی یک هفت تیر آپاچی

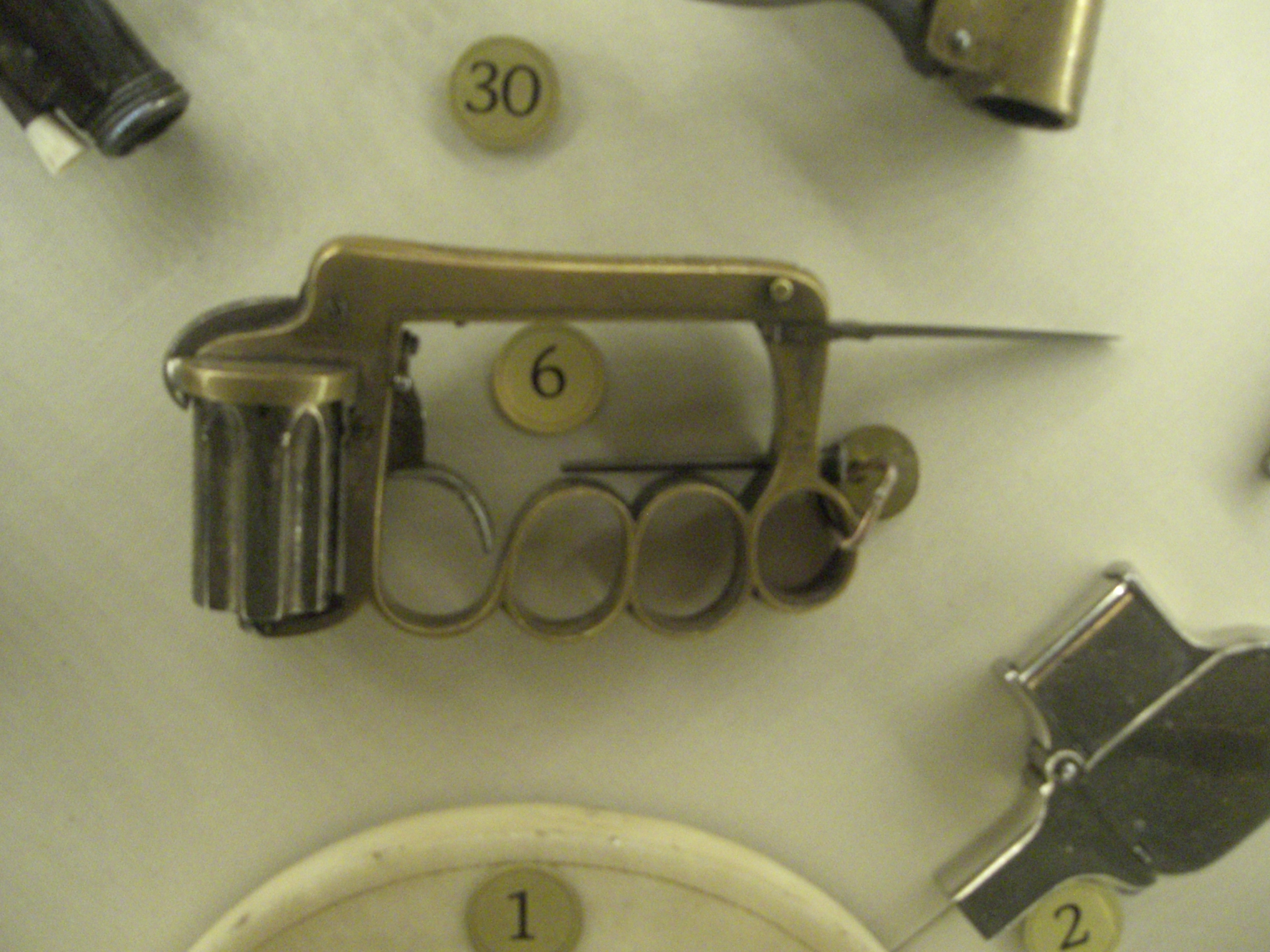
تپانچه Deleaxhe Apache 7mm

آپاچی بر اساس اصل یک هفت تیر جعبه فلفلی با استفاده از یک کارتریج سوزنی کار می‌کند و دارای یک گردگیر بند انگشتی تاشو که دسته را تشکیل می‌دهد و یک چاقوی تاشو ابتدایی دو لبه دارد.
به دلیل نداشتن لوله، برد مؤثر هفت تیر بسیار محدود است. از آنجایی که اجزای تشکیل دهنده آن را می‌توان به سمت داخل به سمت سیلندر تا کرد، به راحتی در یک جیب پنهان می‌شود. مرسوم بود که یک محفظه خالی بدون فشنگ را زیر چکش بگذارند، زیرا اسلحه فاقد محافظ ماشه یا گیره ایمنی است. این سلاح به دلیل نداشتن دید جلو و عقب و لوله بسیار کوتاه آن نمی‌تواند به‌طور دقیق مورد هدف قرار گیرد. با وجود پتانسیل محدود، این هفت تیر در فاصله بسیار نزدیک مؤثر بود. برای بارگیری مجدد، سیلندر کارتریج باید خارج شود، دوباره پر شود و جایگزین شود.
رولور همچنین هنگام باز کردن لوله دارای محدودیت طراحی است، به‌طور پیش فرض لوله به سمت کسی که از بند انگشت استفاده می‌کند اشاره می‌کند. برای این کار، کاربر باید بند انگشت را بردارد، اسلحه را بچرخاند تا به سمت هدف حرکت کند و سپس شلیک کند. برخی سناریوهای دفاعی ممکن است آزادی زمان برای انجام چنین مانور درگیر را قائل نباشند.
گویا یک هفت تیر پارابلوم ۹×۱۹ میلی‌متری با طراحی مشابه (اما بدون نام رسمی) توسط کماندوهای بریتانیا در طول جنگ جهانی دوم مورد استفاده قرار گرفت، اگرچه آمار دقیق در مورد تعداد تولید و جزئیات فنی هنوز برای عموم فاش نشده‌است.